# Abington Vale
Abington Vale – wieś w Anglii, w hrabstwie Northamptonshire, w dystrykcie (unitary authority) West Northamptonshire. Leży 4 km na wschód od miasta Northampton i 96 km na północny zachód od Londynu.